# Hubert Gorbach
Hubert Gorbach (n. 27 iulie 1956, Frastanz, Vorarlberg) este un politician austriac. (BZÖ)
Hubert Gorbach a fost liderul Alianței pentru Viitorul Austriei și vicecancelarul Austriei.
1. ↑  Hubert Gorbach, Munzinger Personen, accesat în 9 octombrie 2017